# Jayson Castro
Jayson Castro William (Bacolor, 30 giugno 1986) è un cestista filippino che milita nei Talk 'N Text Tropang Texters, squadra della PBA.
Soprannominato The Blur per la sua velocità, a seguito delle sue prestazioni nei campionati asiatici maschili di pallacanestro è stato definito dall'allenatore Chot Reyes come il "miglior playmaker d'Asia".
Prima del suo approdo nel massimo campionato cestistico filippino, ha giocato per i PCU Dolphins nella National Collegiate Athletic Association, e per i Hapee-PCU Teeth Protectors e Harbour Centre Batang Pier nella Philippine Basketball League. Sin dal suo approdo nella PBA nel 2008 si è contraddistinto come uno dei giocatori più versatili della lega, ricordato per il suo ruolo centrale nei Talk 'N Text degli anni duemiladieci assieme al mentore e collega Jimmy Alapag.

## Biografia
Jayson Castro William nasce il 30 giugno 1986 a Bacolor, nella provincia di Pampanga. Il padre, Ronald William, è afroamericano e membro della United States Navy, mentre la madre è filippina. I genitori si separano quando Jayson è ancora in giovane età e quest'ultimo inizia a portare il cognome Castro su ordine della madre, pur mantenendo quello del padre nei suoi documenti.

## Carriera

### Gli anni alla NCAA
All'età di diciassette anni, Castro partecipa alla stagione 2003 della National Collegiate Athletic Association come giocatore dei PCU Dolphins. La squadra però non riesce a raggiungere la Final Four, dopo aver ottenuto un record di cinque vittorie e nove sconfitte.
La stagione successiva si rivela completamente diversa: grazie al supporto di Gabby Espinas e Robert Sanz, Castro riesce a guidare la sua squadra alla vittoria di due campionati consecutivi.

### Trasferimento alla PBL
Dopo aver trascorso alcune stagioni nella NCAA, si trasferisce nella Philippine Basketball League, dove già militavano i suoi vecchi compagni di squadra Espina e Sanz. Firma così un contratto per i Harbour Centre Port Masters.

### Il mancato ingresso nella NBL (2008)
Nel maggio 2008, attraverso una cerimonia andata in onda via diretta televisiva, diventa un giocatore dei Singapore Slingers. Sebbene in procinto di diventare il primo cestista filippino a giocare nel massimo campionato australiano, il suo debutto nella lega non si materializza poiché un mese prima dell'inizio della stagione viene annunciato l'allontanamento della squadra dalla NBL a causa di motivi finanziari.

### L'approdo nella PBA con i Talk 'N Text (2008-2009)
Successivamente Castro decide di sciogliere il suo contratto con i Singapore Slingers, con l'obbiettivo di approdare nella Philippine Basketball Association. Manda così una richiesta alla lega per poter partecipare al draft PBA del 2008 svoltosi al Market! Market! di Taguig e dove viene selezionato al primo giro come terza scelta assoluta dai Talk n' Text Tropang PhonePals. La franchigia aveva ottenuto il possesso della terza scelta al draft tramite un accordo con i San Miguel Beermen, in cambio del trasferimento della stella Jay Washington presso la squadra guidata da Siot Tanquingcen.
Durante la sua prima stagione Castro, riserva di Jimmy Alapag, totalizza 9,1 punti di media a gara, dimostrando di essere uno fra i rookie più promettenti della lega. 

### Il tandem con Alapag (2009-2014)
Già a partire dalla sua seconda stagione in PBA, Castro inizia ad assumere un ruolo più importante all'interno della propria squadra. Tramite l'assistenza del mentore nonché collega Jim Alapag, il ventitreenne comincia a mostrare le sue qualità tramite prestazioni convincenti che offrono un grande contributo ai Talk 'N Text.